# União continental
Uma união continental é uma organização regional que facilita a integridade estatal e social entre os seus países membros. Uniões continentais podem variar de organizações intergovernamentais colaborativas a sindicatos político-econômicos supranacionais; as mesmas são um tipo relativamente novo de entidade política. Ao longo da história humana, organizações políticas foram tomando rumos maiores perante ao meio em que atuavam, chegando assim na capacidade de se "tornarem continentais". Após as devastações da Primeira e da Segunda Guerra Mundial no meio do século XX, a Europa, por exemplo, começou a se reintegrar novamente com a fundação da Comunidade Europeia (sucedida pela União Europeia), que atualmente integra grande parte do continente europeu.